# Erdbebenmuseum Lanzhou
Das Erdbebenmuseum Lanzhou (chinesisch 兰州地震博物馆, Pinyin Lanzhou dizhen bowuguan) wurde 1989 eingerichtet. Es befindet sich in der Gemeinde Shilitao 十里桃乡 des Stadtbezirks Anning 安宁区 von Lanzhou in der chinesischen Provinz Gansu, in der Nähe der Jiaotong-Universität am Fuße des Berges. Es hat eine Ausstellungsfläche von 3500 Quadratmetern.
Das Gebiet von Lanzhou ist wiederholt von schweren Erdbeben betroffen worden; darunter war mit dem Erdbeben von Haiyuan 1920 eines der schwersten Beben weltweit.
Sieben Ausstellungshallen widmen sich verschiedenen Aspekten der Erdbebenkatastrophen.